# Simón Rodríguez (pensador)

## Introdução
Simón Rodríguez, cujo nome completo era Simón Narciso de Jesús Carreño Rodríguez (Caracas, 28 de outubro de 1771 — Distrito de Amotape, Peru, 28 de fevereiro de 1854) foi um educador, filósofo, tipógrafo e político venezuelano.
Seus escritos são referentes ao campo da política, da educação, da sociedade e da ética. Suas obras foram muito importantes para a concepção do imaginário latino-americano no século XVIII e XIX, influenciando diversos agentes intelectuais e políticos dos movimentos independentistas da América Colonial Espanhola. Inclusive, Simón Rodriguez foi professor e tutor de Simón Bolívar.
Segundo o diplomático e político chileno José Victorino Lastarria, “«Don Simón Rodríguez era un verdadero reformador, cuyo puesto estaría al lado de Owen, de Saint-Simon y de Fourier. Hombre de genio, independiente y observador, nacido y formado por sí mismo...»

## Resumo
Simón Narciso de Jesús Carreño Rodríguez nasceu em Caracas no dia 28 de outubro de 1771 (alguns estudos afirmam que foi em 1769), os estudos indicam que era filho de um sacerdote da igreja e inicialmente foi criado na casa de sua mãe. Contudo, essa faleceu e ele veio a crescer na casa de seu tio, um outro sacerdote, que tinha uma biblioteca repleta de obras, com a qual desde cedo Simón Rodriguez teve contato. Vale a pena destacar que Simón Rodríguez é irmão de Alejandro Carreño, famoso músico venezuelano.
Desde cedo Rodriguez se interessava pela leitura e teve contato com as obras iluministas, além de acompanhar acontecimentos históricos como a Revolução Francesa e a Independência Americana, fatos esses que o ajudaram a compreender o porquê da posição republicana e rebelde do pensador, de modo que ele pode ser compreendido como um pensador ilustrado.
Aos 20 anos de idade, Rodriguez começou a lecionar na escola primária de Caracas, onde veio a ser professor de Simón Bolívar, futuro libertador da américa. Logo no início, inspirado pelas Reales Escuelas de Madrid, Rodriguez propôs alterações na escola de Caracas. Porém essas foram recusadas e após participar de um movimento republicano revolucionário o pensador decide deixar o país.
Durante seu período como migrante, Rodriguez desempenhou uma série de trabalhos, aprendeu a ser tipógrafo, viveu em vários países e até adotou um novo nome, o de Samuel Robinson. Até que em 1804, em Paris, reencontra-se com Bolívar e os dois empreendem uma viagem pela europa. Durante o percurso, quando estão em Roma, ocorre o famoso evento do Monte Sacro, no qual Bolívar promete a Rodriguez que voltará para a américa e lutará pela independência das colônias do jugo espanhol.
Após esse período, Rodriguez entra novamente em um momento de migrante, no qual vive por diversos países, chegando até mesmo à Rússia, sempre desempenhando várias funções, incluindo a de professor. Em 1823, Bolívar convocou Rodriguez para retornar à América e ajudá-lo no desenvolvimento das novas repúblicas.
Porém, seu regresso ao continente não foi esplendoroso, o pensador acumulou uma série de projetos pedagógicos fracassados, teve desavenças com figuras políticas como Antônio José de Sucre e sempre viveu em condições financeiras ruins. Apesar disso, Rodriguez nunca deixou de tentar e pensar, sempre escreveu muito sobre suas ideias acerca das novas repúblicas, acerca da educação e política. É considerado o pai da pedagogia na América Latina, com ideias inovadoras sobre o pensamento crítico, defendeu a educação gratuita e para todos independente de raça, cor ou gênero. Além disso, tinha uma concepção abrangente de cidadania e defendia uma república com a participação política de todos os seus cidadãos. Assim como criou métodos de escrita, oratória e ensino que eram inovadores para o período. Faleceu em 28 de fevereiro de 1854, em Amotape no Peru, em condições de miséria.
Atualmente, Rodriguez é visto como um dos pensadores ilustrados do continente americano do século XIX, conhecido como “Maestro del Libertador” e é um dos heróis nacionais da Venezuela. Seus restos mortais encontram-se no panteão nacional da Venezuela, em Caracas, ao lado dos restos mortais de Simón Bolívar.

## Biografia

### Primeiros anos
Antes de começar, é preciso salientar que sua origem e infância são lacunas historiográficas, no qual dificilmente se tem um consenso sobre os dados. Desse modo, diversos estudiosos, incluindo personalidades históricas que conheceram Rodriguez, divergem a respeito de suas informações.
Simón Rodríguez nasceu em Caracas, no dia 28 de Outubro de 1771 (alguns historiadores afirmam que foi em 1769). Possivelmente é filho de um sacerdote chamado  Alejandro Carreño e Rosalía Rodríguez, filha de um fazendeiro criollo. Em 1780, devido ao fato de sua mãe ter se casado novamente, Simon Rodriguez e seu irmão Caetano Carreño, famoso músico venezuelano, tiveram que ir morar com o seu tio, irmão de Rosália, Juan Rafael Rodríguez, também sacerdote, que se encarregou da educação de ambos. Em sua adolescência Simón utilizava o sobrenome Carreño, mas após uma briga com seu irmão, decidiu utilizar o seu sobrenome materno, Rodriguez.
Desde jovem, Rodriguez sempre teve acesso a uma biblioteca repleta de livros, mergulhando na literatura iluminista do século XVIII, entre eles Montesquieu, Rousseau e Voltaire. Além disso, acompanhou em primeira mão o processo de independência dos Estados Unidos da América e a Revolução Francesa, eventos que moldaram sua personalidade e serviram de baliza para os pensamentos que o autor viria a desenvolver no futuro.

### Maestro
Apenas com 20 anos de idade, em 1791, Rodriguez começou a lecionar na única escola pública que havia em Caracas, que naquele momento, contava com apenas três instituições de ensino, o convento franciscano, a escola pública que Rodriguez lecionava e a universidade. Já no início de sua experiência como docente, Rodriguez tinha sob seu comando 114 estudantes, entre eles o futuro líder do movimento independentista, Simón Bolívar.
Durante essa primeira experiência como docente, Rodriguez já começou a notar uma série de deficiências apresentadas pelo sistema educacional, de modo que queria desenvolver uma nova abordagem de ensino. Contudo, devido às regras locais, Rodriguez passou a ensinar alguns alunos em sua própria residência, como forma de ter mais autonomia, o que fez com que naturalmente se desenvolvesse em uma escola.
Paralelamente a isso, foi nesse momento em que o avô  de Simón Bolívar, Dom Feliciano Palacios, sugeriu que Rodriguez assumisse a educação de Bolívar, que tinha na época 9 anos de idade. Durante o ano de 1795, a partir de uma disputa do tio de Bolívar com sua irmã, fica decidido que o menino pode ir morar com seu professor, Rodriguez. Contudo, essa estadia não é de toda pacífica, Bolívar chega a fugir da casa de Rodriguez, mas retorna e fica até o final do ano, quando decide retornar para casa de seu tio Carlos Palacios.

### Reflexões sobre os defeitos que viciam a escola de primeiras letras em Caracas e meios para conseguir sua reforma por um novo estabelecimento
Em 1794, Simón Rodriguez publica o primeiro documento que se tem conhecimento a respeito de suas ideias sobre a educação. É um memorial que Simón apresentou ao Ajuntamento de Caracas, intitulado “Reflexões sobre os defeitos que viciam a escola de primeiras letras em Caracas e meios para conseguir sua reforma por um novo estabelecimento”. No documento, Rodriguez destaca uma série de problemas e alterações que deveriam ser feitas em relação à educação em Caracas. Entre esses pontos, destacam-se: A pouca estimação que se tinha pela função de docente na sociedade; a inconveniência que de pessoas sem a menor preparação e nem vocação se dedicassem à função de lecionar por conta própria; a precariedade dos salários; a criação de quatro novas escolas, uma para cada paróquia da cidade, que possuíssem quatro professores e doze passantes cada uma delas; e a incorporação de pardos e morenos ao processo educativo oficial.
Muito se fala da influência do iluminismo, principalmente dos escritos de Rousseau sobre o comportamento de Rodriguez, mas vale a pena ressaltar que as observações e propostas do pensador caraquenho estavam em confluência com um movimento mais amplo de reformas escolares estabelecidas dentro do império espanhol, que estavam acontecendo ao mesmo tempo que a  experiência de Rodriguez como docente. Tal movimento educacional do governo espanhol ficou conhecido como Reales Escuelas de Madrid e foi comandado por homens como Don Juan Rubio, Don José Moñino e Don José de Anduaga e Garimberti.
No final de 1795, a Real Audiência de Caracas rejeita as propostas educacionais de Simón Rodríguez, o que o deixa profundamente chateado com o governo local e portanto, o faz renunciar ao seu cargo no cabildo de Caracas e deixar o país.  Além disso, não há comprovações diretas, mas provavelmente Rodriguez esteve envolvido no movimento rupublicano independentista deflagrado em 1797, liderado pelo espanhol Juan Batista Picornell e pelos venezuelanos Manuel Gual e José Maria España, cujos as principais demandas eram igualdade, liberdade, harmonia entre as classes, a abolição do tributo indigena e da escravidão negra.

### Período de Peregrinação
Desse momento até a carta de Bolívar em 1823, quando Rodríguez decide voltar para a América, o pensador inicia um período de peregrinação pelo globo, no qual adquire uma série de dons e vive uma série de experiências. Primeiro, Rodriguez viaja rumo à Jamaica, em 1797, com o objetivo de aprender o idioma inglês.
Após isso, foi rumo ao Estados Unidos, onde viveu um tempo em Baltimore, talvez um período na Philadelphia, trabalhando como impressor (tipógrafo). O aprendizado adquirido nesse momento será extremamente valioso no futuro, no qual Rodriguez utilizará seus conhecimentos com a imprensa para desenvolver a arte do discurso e a pintura das ideias, em que a forma, o visual, tornar-se-á um elemento fundamental para a transmissão de ideais.
Em 1800, depois de sua passagem pelos Estados Unidos e possivelmente após um período na Inglaterra, Rodriguez rumou à Bayona na França. A partir desse momento, Rodriguez assume o nome de Samuel Robinson e alternou em diferentes profissões, hora como professor, hora como impressor, além disso, aproveitou para aprender a falar o idioma francês. Em um primeiro momento, conheceu Fray Servando e Teresa de Mier, com quem abriu uma escola de espanhol em Paris. Ainda em seu período na França, traduz a novela Atala de Chateaubriand e passa uma temporada em Lyon.

### Reencontro com Bolívar
Durante o período em que Robison (Rodriguez) esteve em Paris reencontrou seu pupilo Bolívar, que estava vindo de Madrid.  A partir desse reencontro ambos iniciaram uma viagem pela Itália, no qual passaram a discutir mais profundamente filosofia, de modo que aumenta a influência de Rodríguez sobre Bolívar. Durante essa viagem também ocorreu o famoso evento do juramento do Monte Sacro, no qual Bolívar teria prometido à Rodriguez retornar à América e realizar o processo de independência da Venezuela. Depois disso, ambos só iriam se reencontrar em 1824.

### Peregrinações pela Europa
Após as viagem com Bolívar, Rodriguez iniciou uma série de viagens pela Europa, incluindo países como Itália, Alemanha, Prússia, Polônia e Rússia, no qual durante esse período trabalhou em uma indústria química, aprendeu diferentes idiomas e frequentou rodas socialistas.

### Regresso à América
Em 1823 Bolívar, após realizar os processos de independência, escreve uma carta para Rodriguez, convocando-o para se juntar ao general. Contudo, primeiro, Rodriguez vai em direção à Colômbia, no qual se encontra com Francisco de Paula Santander, vice-presidente da Grã-Colômbia. Já de início, Rodriguez tenta um projeto pedagógico que consistia na criação da “Casa de Indústria Pública”, porém vai à falência por falta de investimentos. Após isso, em 1825, Rodriguez vai em direção ao Peru, para encontrar-se com Bolívar. De lá ambos viajam para o território que viria a ser a Bolívia (ainda naquele ano), concomitante a isso, Rodriguez recebe a permissão de Bolívar para realizar vários decretos voltados para o campo da educação. Contudo, Bolívar decide retornar para o Peru e deixa o território sob responsabilidade do general Antonio José Sucre.
Apesar de, no ano de 1826, tentar implementar uma série de mudanças e promover a criação de escolas que se prestariam à missão de “colonizar a América com americanos”, Rodriguez entrou em debates com Sucre, que por sua vez sofreu influência do clero católico boliviano. Com isso, Sucre dificultou a execução dos planos pedagógicos de Rodriguez, que sem forças e sem capital decide se retirar do âmbito do governo, estabelece-se em Arequipa e abre uma fábrica de velas.
Vale destacar que esse momento de 1826, foi a última vez em que Bolívar e Rodriguez estiveram juntos.

### Vida após nova despedida de Bolívar
A partir de 1828, se dedica a redação de livros, nesse mesmo ano promove a publicação do prefácio do livro Sociedades Americana, com o intuito de angariar fundos para a publicação, mas não consegue. Em 1830, publica uma defesa à figura de Simón Bolívar. Em 1831, após fracassar em juntar capital suficiente para a publicação de uma nova edição de Sociedades Americanas, o intendente José Antonio Alemparte convida Rodriguez para assumir e propor o plano de educação científica no Instituto Literário de Concepción, depois assume ainda a educação em Valparaíso.
Nessas escolas primárias, Rodriguez coloca em prática o seus ensinamentos pedagógicos, no qual além de formar cidadãos críticos, preocupava-se em ensinar práticas manuais para os alunos, para que tivessem um conhecimento mecânico. Em paralelo a isso, em 1834, Alemparte financia a publicação do livro “Luces y virtudes sociales”. Contudo, em 1835, ocorre um terremoto na cidade e destrói o instituto que Rodriguez lecionava. Nos próximos anos, Rodriguez, doente e com dívidas, sobrevive por meio de vários ofícios.
Em 1840,  vive em Valparaíso com uma índia chamada Manuela Gomez e tem dois filhos junto com ela. Em 1841, muda para Azangaro, no qual empreende vários projetos, entre eles o de produção de velas e produção de ovos de galinha. Em 1842, retorna a Lima e promove a publicação de uma nova edição de Sociedades Americanas, dessa vez na versão extendida.

### Últimos anos
Até a data de sua morte, Rodriguez empreendeu uma série de projetos mal sucedidos. No final de 1842 vai para Quito, administrar as minas de sal do general Juan José Flores. Em 1847 vai para Tuquerres, Colômbia, com a intenção de começar um novo projeto pedagógico, mas falha por falta de capital. Entre 1850-52 viveu entre Quito e Latacunga, vivendo como docente. Em 1853 vai para Guayaquil com seu filho José (tudo indica que sua mulher faleceu em Tuquerres) com intenções de criar uma nova fábrica de velas, mas novamente veio à falência.  Por último, em 1854, muda-se para o povoado de Amotape, no extremo norte do Peru, onde faleceu no dia 28 de fevereiro em situação de miséria.

### Pós vida
Em 1914, os restos mortais de Simón Rodríguez foram trasladados do Peru para a Venezuela, onde foram enterrados no Panteão Nacional, localizado em Caracas, ao lado dos restos mortais de Simón Bolívar.

## República
Simón Rodríguez foi um clássico exemplo de um pensador ilustrado do século XIX, no qual a partir das leituras de clássicos redigidos pelos pensadores iluministas, além de acompanhar eventos políticos tal como a Independência Americana e Revolução Francesa, forjou um caráter crítico e se viu na necessidade de se posicionar em relação ao domínio do império espanhol. Contudo, vai ser após seu regresso à América em 1823, que Rodriguez irá se posicionar de forma mais clara por meio da escrita de artigos em jornais da época, tal como o neo-granadino, ou por meio da publicação de livros a respeito de suas ideias políticas.
Contudo, diferente de muitos criollos que se utilizaram das ideias ilustradas para se revoltarem contra o domínio espanhol, mas não se dispuseram a reformular a hierarquia social de modo a abrir mão de seus benefícios, Simón Rodríguez tinha uma visão de inclusão social. A partir disso, destaca-se a ideia de que para Rodriguez, todos os indivíduos independente da classe, função social ou gênero deveriam ter acesso à educação, o que por sua vez faria deles alfabetizados e portanto, todos poderiam ser considerados cidadãos da república e estariam aptos a ter uma participação política e a ter direitos, tal como o direito de acesso à terra.
Em relação às minorias, Rodriguez é altamente inclusivo, o autor não faz uma critica direta à escravidão, mas faz críticas às ações dos criollos que se utilizavam da hierarquia social para favores próprios e a partir da ideia que ele defendia a respeito de todos serem cidadãos, pode-se incluir os negros. Além disso, Rodriguez tinha uma concepção de que os povos indígenas eram parte da identidade americana e que esses deveriam ter sua história estudada, seus pensamentos analisados e que fossem incluídos e não excluídos da sociedade.
Portanto, pode-se constatar que as idéias de Simón Rodríguez eram revolucionárias tendo em consideração o período em que ele escreveu (século XIX) e a sociedade em que ele se encontra, herança do período colonial, ainda altamente hierarquizada e dividida em distintos grupos sociais, que possuem diferentes realidades. Porém, mesmo assim, Rodriguez tem uma visão republicana totalitária, no sentido que inclui a todos os indivíduos independente do gênero, raça ou classe.

## Repúblicas Americanas
Para Simón Rodríguez o processo de independência havia estabelecido as repúblicas, mas ainda não havia fundado elas, de modo que seria esse o papel dos novos governos. Na concepção do pensador, mesmo que fossem independentes havia riscos estrangeiros aos novos espaços da América, riscos esses que o autor denominou: traficomania; cultomania; e a colonomania. Desses conceitos pode-se entender a traficomania como a importação de bens produziados no extrangeiro que muita das vezes não possuem nem sequer utilidade na América e que impossibilitava, na visão de Rodriguez, um desenvolvimento da indústria local, deixando os novos estados a mercê de uma produção estrangeira. Além disso, vale destacar que, Rodriguez também utiliza o conceito de Traficomania para se referir à importação de costumes sociais e políticos do estrangeiro que impossibilitava a produção de uma cultura americana original.
Já a cultomania é delimitada como o risco que a ideologia religiosa poderia trazer ao continente, desvirtuando seus cidadãos, a ponto de ordenar a vida dos indivíduos, de modo que, estes tornem-se revoltosos com o estado, para Rodriguez a América já tinha uma religião e essa era o Catolicismo. É importante destacar que Rodriguez não é um religioso católico fervoroso ou um intolerante religioso, suas preocupações são todas referentes ao impacto que tais situações religiosas, como por exemplo a migração de protestantes, para a formação de uma sociedade americana.
Por último, a colonomania na concepção de Rodriguez é o risco que a imigração estrangeira poderia representar para o continente americano, uma vez que indivíduos vindos de fora teriam uma cultura e uma visão própria de mundo que poderia não ser condizente com a visão do governo republicano, o que por sua vez, ameaçaria o estabelecimento das novas repúblicas. Na visão de Rodriguez os novos governos republicanos deveriam desenvolver o cidadão americano para que esse pudesse colonizar o território.
Para Rodriguez, era necessário que o estado republicano conseguisse formar o cidadão americano e que esse por sua vez, ocupasse o território e realizasse uma revolução econômica, desenvolvendo um mercado interno. Tais processos, na visão do autor, poderiam acabar com as ameaças externas. Rodriguez não chegou a escrever acerca de uma reforma agrária, mas escreveu que era preciso povoar todo o território, que deveria-se respeitar os territórios indígenas e que aqueles indivíduos que possuíssem muita terra deveriam arrendar as propriedades para os menos favorecidos, para que esses pudessem trabalhar e produzir.
Na concepção do caraquenho havia dois projetos políticos em disputa na América naquele momento. Primeiro seria um retorno à monarquia de fato, ou de maneira figurada, de modo que fossem mantidas as hierarquias sociais e a sociedade de privilégios, no qual, na visão de Rodriguez, representaria um congelamento do processo revolucionário e o não cumprimento das transformações sociais que seriam necessárias para a formação de uma verdadeira república americana.
Por outro lado, Rodriguez aponta que havia o projeto de finalizar a independência, efetivado por meio de uma revolução econômica, cujo intento seria a integração de todos os cidadãos. A questão chave é que para o pensador, apenas por meio da educação social é que esse projeto político poderia ser contemplado.

## Educação
Para Simón Rodríguez apenas por meio da educação que seria possível desenvolver o cidadão americano que fosse de fato cidadão, estivesse apto a agir politicamente e exercer os seus direitos, assim como fosse de fato americano, compreende-se o que era nascer no continente americano, qual era sua história, sua cultura e espalha-se esse sentimento por todo o território.

## Pensamento crítico
O pensador acreditava que era preciso desenvolver nos indivíduos um senso crítico, que a aprendizagem apenas pela repetição não era suficiente, era preciso que os alunos tivessem uma consciência crítica da leitura, da escrita e das operações matemáticas, que os alunos questionassem o porquê e como estavam fazendo essas atividades. A partir disso, Rodriguez entendia que os alunos iriam questionar e compreender o funcionamento da república, de suas obrigações políticas e de seus deveres como cidadãos.
Um outro aspecto a destacar do pensamento pedagógico de Simón Rodríguez é a preocupação que ele tinha a respeito da realidade dos alunos. Por isso, Rodriguez preocupava-se com os exemplos utilizados, o vocabulário empregado e o conteúdo ensinado. Dessa forma, a questão indígena, além de ser vista como um elemento do desenvolvimento da identidade americana, pode ser vista como uma preocupação de se trabalhar com a realidade dos alunos.

## Educação ampla
A partir das definições que Rodriguez tinha de cidadão, não é estranho ver que ele defendia o direito de todos à educação, fosse o indivíduo negro, mulher ou indígena, para Rodriguez todos deveriam ser educados. Tal defesa da educação não era apenas em relação à formação de cidadãos, mas também em relação à revolução econômica que Rodriguez defendia ser necessária para completar a independência. Devido a isso, Rodriguez arquitetou que além das matérias clássicas ensinadas nas escolas, houvesse a criação de oficinas, para que os alunos pudessem desenvolver atividades laborais, tais como alvenaria, serralheria e carpintaria e tivessem uma aplicação prática após saírem da escola, que pudessem ocupar, colonizar a américa e desenvolver a sua economia.
É necessário destacar que apesar de ser um revolucionário para a sua época, Rodriguez sabia das limitações sociais existentes. Sendo assim, apesar de propror uma educação para todos, Rodriguez diz que os brancos deveriam ser educados em separado de indígenas e negros e que, como os brancos assumiriam funções importantes, esses não deveriam se dedicar às tarefas manuais como os menos favorecidos. Contudo, tais questões não diminuem o peso das ideias de Rodriguez.

## A arte de pintar palavras
Na visão de Simón Rodríguez, a oratória e a escrita eram partes fundamentais do processo de ensino. Somado a isso, vale destacar que o autor desenvolveu uma relação profunda com a escrita, dado as suas experiências como tipógrafo. Sendo assim, Rodriguez estabeleceu uma técnica que o próprio denominou a “arte de pintar palavras”, que consistia em um texto com uma disposição gráfica distinta, não era linear e nem uniforme, o autor colocava em letras maiúsculas aquilo que queria dar destaque, ou fazia uma coluna de sinônimos ou de palavras que compunham elementos de uma oração. Como por exemplo:
<<Empiécese el Edificio Social, por los CIMIENTOS!
No por el TECHO... como aconsejan lo MÁS:
Los niños son las PIEDRAS.
ÉS largo!...dirán. MAS LARGO es no verlo NUNCA EN PIE.
Al cabo de 10 anos...habría una nueva generación,
que habría frente a la que quedase...
gobernándose de la COSTUMBRE,
y dando
la AUTORIDAD por RAZÓN >>
Além disso, o pensador defendia uma oratória com discurso direto, claro e objetivo, em uma linguagem acessível e inspirada na língua que era utilizada de fato na cidade.
Para Rodriguez, por meio da adoção dessas características o docente poderia se conectar melhor aos alunos, de modo que fosse compreendido de forma mais fácil. Em relação à escrita, o caraquenho pensava que poderia fazer com que o leitor compreendesse melhor a lógica do raciocínio de escrita e os pontos nos quais o redator gostaria de dar ênfase.

## Defesa pela originalidade
Presente na crítica ao conceito de traficomania, Rodriguez pensava que as experiências europeias e norte-americanas deveriam servir de inspiração para que os americanos refletissem acerca de suas experiências e seus modelos. Contudo, a experiência e o modelo extrangeiro, na visão do autor, não deveria ser replicados na América, pois esses eram resultados de sociedades que ocupavam um espaço e tempo específico, logo, seus modelos só seriam cabíveis a seus espaços e sociedades. Para Rodriguez, a simples importação de modelos estrangeiros estaria fadada ao fracasso, pois esse modelo não foi desenvolvido para a América.
Sendo assim, o autor defende em seus escritos que o continente americano, seus pensadores e seus indivíduos sejam originais, que se baseiam na história do continente, nos povos do continente e na cultura do próprio continente para desenvolver um modelo de sociedade que seja funcional para a América.

## Relação Rodríguez - Bolívar no âmbito político e pedagógico
É inegável que Simón Rodríguez e Simón Bolívar tiveram uma relação próxima e que na visão do órfão Bolívar, Rodriguez em muitos os casos atuou como uma figura paterna. Bolívar chegou a registrar tal consideração pelo seu maestro em uma carta para o próprio Rodriguez quando o convocou para retornar à América, no qual o libertador afirma:
<< Oh mi maestro! ¡Oh mi amigo! ¡Oh mi Robinson! Vd. en Colombia, Vd. en
Bogotá, y nada me ha dicho, nada me ha escrito. Sin duda es Vd. el hombre más extraordinario del mundo; podría Vd. merecer otros epítetos, pero no quiero darlos por no ser descortés al saludar a un huésped que viene del Viejo Mundo a visitar el Nuevo; sí, a visitar su patria que ya no conoce, que tenía olvidada no en su corazón sino en su memoria. Nadie más que yo sabe lo que Vd. quiere a nuestra adorada Colombia. ¿Se acuerda Vd. cuando fuimos juntos al Monte Sacro en Roma, a jurar sobre aquella tierra santa la libertad de la patria?
Ciertamente no habrá Vd. olvidado aquel día de eterna gloria para nosotros; día que anticipó, por decirlo así, un juramento profético a la misma esperanza que no debíamos tener. Vd., Maestro mío, ¡cuánto debe haberme contemplado de cerca, aunque colocado a tan remota distancia! ¡Con qué avidez habrá seguido Vd. mis pasos, dirigidos muy anticipadamente por Vmd. mismo! Vmd. formó mi corazón para la libertad, para la justicia, para lo grande, para lo hermoso. Yo he seguido el sendero que Vd. me señaló. Vmd. fue mi piloto aunque sentado sobre una de las playas de Europa. No puede Vd. figurarse cuán hondamente se han grabado en mi corazón las lecciones que Vd. me ha dado; no he podido borrar siquiera una coma de las grandes sentencias que Vd. me ha regalado. Siempre presentes a mis ojos intelectuales, las he seguido como guías infalibles. En fin, Vd. ha visto mi conducta; Vmd. ha visto mis pensamientos escritos, mi alma pintada en el papel, y Vmd. no habrá dejado de decirse: “Todo esto es mío. Yo sembré esta planta, yo la regué, yo la enderecé tierna. Ahora robusta, fuerte y fructífera, he aquí sus frutos; ellos son míos, yo voy a saborearlos en el jardín que planté; voy a gozar de la sombra de sus brazos amigos, porque mi derecho es imprescindible, privativo a todo. >>
Contudo, apesar de tal admiração e da real influência de Rodríguez sobre o imaginário de Bolívar, na prática, após os processos de independência das colônias espanholas, ambas personagens não tiveram um vínculo assíduo. Conviveram juntos por um breve período em 1826, no Peru e na Bolívia, porém Bolívar precisou retornar ao Peru para finalizar o seu processo de independência, deixando Rodriguez como responsável pela educação na Bolívia e esta foi a última vez que os dois se encontraram em vida.
É válido ressaltar que Bolívar não viveu por mais muito tempo, tendo falecido em 1830.  Mas também é preciso destacar que o libertador não interferiu nos embates entre Rodríguez e Sucre, general que tornou-se líder da Bolívia e com o apoio do clero foi  contrário aos projetos pedagógicos de Rodriguez, além de criticá-lo em cartas endereçadas a Bolívar, sobre a sua falta de clareza e planejamento em suas ideias educacionais.
A questão é que apesar da relação próxima entre Bolívar e Rodriguez e de ambos pensarem na independência da América, na prática suas ideias não eram tão similares, principalmente quando se tratava de questões de ensino. A respeito da política, Bolívar era um membro da elite criolla e sabia que sem seu apoio não conseguiria realizar mudanças estruturais para fundar as novas nações. Sendo assim, ao longo de sua jornada de independência, Bolívar procurou conciliar os projetos de revolução, com os projetos e imaginários das elites, de modo que não tinha e não lutou por um caráter inclusivo e extenso de cidadania e nem propôs a abolição dos  privilégios dos criollos. Por outro lado, Rodriguez tinha uma visão ampla de representatividade política, do conceito de cidadão e defendia que era preciso fundar o cidadão americano, para que este promovesse a colonização do continente. Ou seja, apesar de ambos serem pensadores influenciados pelas correntes iluministas e os acontecimentos políticos do século XVIII, eles possuíam visões distintas de como as novas repúblicas deveriam se portar.

Um segundo ponto de divergência entre ambos é a respeito do modelo educacional proposto para os novos países. Apesar dos dois considerarem a educação como parte fundamental do desenvolvimento das novas repúblicas e como uma responsabilidade do estado o planejamento da educação, o método pedagógico em si defendido por ambos eram diferentes. Bolívar tinha a necessidade de formar cidadãos de modo rápido, para que estes formassem a população das novas repúblicas, portanto, apostou nos modelos clássicos, tal como o método de Lancaster, no qual o ensino se assenta na base da repetição até que o indivíduo assimile o conteúdo. Por outro lado, Rodriguez era um crítico desse modelo, pois acreditava na necessidade de desenvolver o pensamento crítico, defendia a necessidade do indivíduo raciocinar e entender o porquê de realizar tal método ou aprender tal conteúdo. Sendo assim, para Rodriguez, o método lancasteriano, por trabalhar no molde da repetição, não seria capaz de desenvolver essa criticidade nos indivíduos e portanto, não seria o modelo mais recomendável para as novas republicanas americanas.